# Las Tunas (gemeente)
Las Tunas is een gemeente en provinciehoofdstad in de gelijknamige provincie in het zuidoosten van Cuba. Las Tunas heeft 208.000 inwoners (2015). Er heerst een droog klimaat op de halfwoestijn-bodem. 
De vier grootste wijken (consejo popular) zijn La Victoria (hoofdplaats van de gemeente), Reparto Buena Vista y Santos, Reparto Aurora y Velázquez en Alturas de Buena Vista. 
Er zijn twee rivieren: de Hórmigo (43 km) en de Yariguá (62 km). Twee heuvels: La Ceiba (133m) en San Miguel del Rompe Bartle (140,80 m). Merkwaardige statistiek: buitenlandse toeristen komen voornamelijk uit Canada en Italië.